# Cheval en Tunisie
Le cheval est, en Tunisie, présent à travers des pratiques telles que la fantasia et les courses, ainsi que de l'élevage. Avec 26 000 chevaux recensés en 2015, la Tunisie en compte peu. Le Barbe et l'Arabe-Barbe sont les races les plus fréquemment rencontrées.

## Histoire

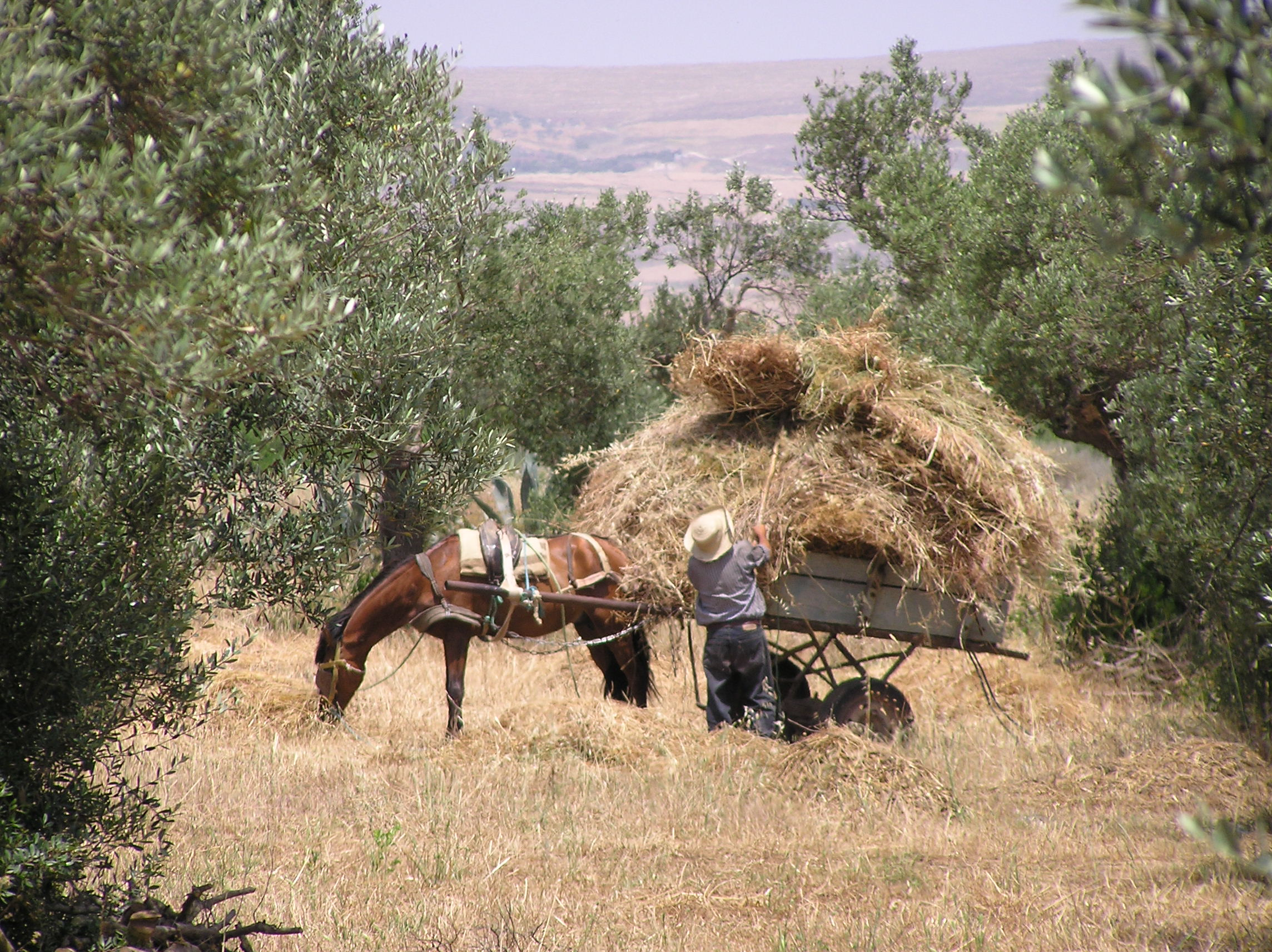
Ramassage du foin avec un attelage en 2005.

La mosaïque des chevaux de Carthage montre des chevaux de course préparés pour une course de cirque et munis de colliers avec le nom entier ou abrégé du propriétaire. 56 panneaux exposent des portraits de chevaux de race Barbe et cinq des sparsores ou des auriges.
Dans les années 1960, les Nefza circulent essentiellement à cheval.
Une épidémie du fièvre du Nil occidental a fait de nombreuses victimes parmi les hommes et les chevaux tunisiens en 1997.
En juillet 2018, les photos d'un cheval brûlé par des produits caustiques, à La Goulette, agitent les réseaux sociaux,.
Les 21 et 22 septembre 2018, un concours de chevaux Pur-sang arabe est organisé entre la Tunisie et la Libye, sous l'égide de la WAHO.

## Pratiques et utilisations

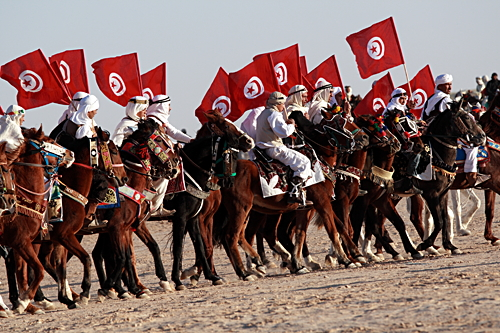
Fantasia au Festival international du Sahara.

Par le passé, le transport par cheval de bât a vraisemblablement été fréquent, l'usage de l'attelage étant rare. Le cheval Barbe est employé pour une foule de tâches, allant de la guerre à la traction de charrues, d'attelages légers, en passant par le portage et la selle. Le souvenir de l'usage martial du cheval se retrouve dans les fantasias tunisiennes. Le pays organise aussi des courses de chevaux de race Pur-sang et Arabe.
Des tâches du quotidien rural, telles que la traction agricole, sont toujours effectuées par des chevaux Barbe et Arabe-Barbe issus de petits élevages traditionnels.

## Structures
La Fondation nationale d'amélioration de la race chevaline (FNARC), créée en 1988 sous la tutelle du ministère de l'Agriculture, des Ressources hydrauliques et de la Pêche en remplacement de l'ancien établissement des Haras nationaux de Tunisie qui existait depuis 1913, est l'établissement public tunisien destiné à l'élevage du cheval, de l'âne et du mulet.
Le Haras national d'El Batan, géré par la FNARC, a pour missions la conservation de la race arabe tunisienne, l'hébergement de tous les étalons reproducteurs nationaux du pays (de races Barbe, Arabe, Arabe-Barbe et poney des Mogods) et l'élevage de la cavalerie du Régiment d'honneur de l'armée nationale.

## Élevage
Bayrem Jemmali et al. (chercheurs de la FNARC de Sidi Thabet et du laboratoire d'analyse génétique animale de l'Institut de la recherche vétérinaire de Tunisie rattaché à l'université de Carthage) estiment la population de chevaux tunisiens, toutes races confondues, à environ 26 000 têtes en 2015 ; ils donnent une estimation par races sur la base des chiffres de la FAO de 2011, et de ceux de la FNARC en 2015, dans une publication subséquente. Les chevaux Barbe et Arabe-Barbe sont plus nombreux que les Pur-sang.
| Race        | Effectif | Visuel |
| ----------- | -------- | ------ |
| Arabe-Barbe | 14 000   |        |
| Barbe       | 6 000    |        |
| Arabe       | 5 000    |        |
| Pur-sang    | 1 000    |        |

### Races élevées

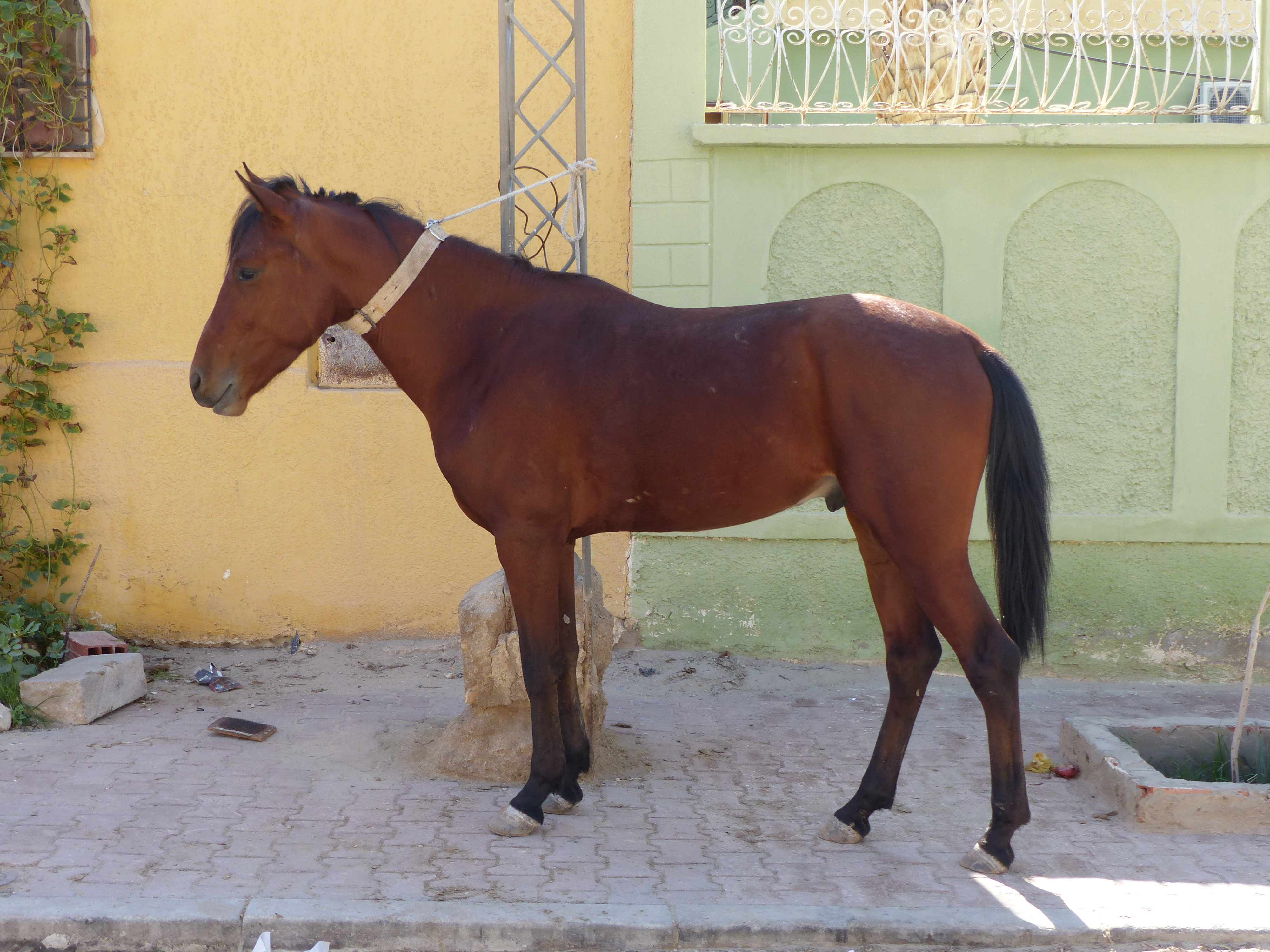
Jeune Arabe-Barbe bai à Tozeur.

La base de données DAD-IS répertorie (2018) sept races de chevaux élevées en Tunisie : l'Arabe (dont la lignée Hamdani), l'Arabe-Barbe, le Barbe, le poney des Mogods, le Pur-sang et le Nefza, considéré par ailleurs comme une race éteinte.
Le Barbe tunisien est le plus souvent de robe alezan. D'après Serge Farissier, l'Extrême Sud tunisien compte des chevaux Barbe purs dans les régions de Gabès et d'El Hamma. Il s'en trouve aussi dans l'Est, près de l'Atlas et de la frontière avec l'Algérie, dans les plaines de Kasserine, Thala et du Kef, où il est élevé par les tribus Fraichiches et Ouderna. Le deuxième centre d'élevage du Barbe est au centre de la Tunisie, autour de Kairouan, notamment parmi les tribus Jlass et Souassi.
Le poneys des Mogods est propre au Nord du pays, et constitue la seule race locale tunisienne spécifique.

### Maladies et parasitage

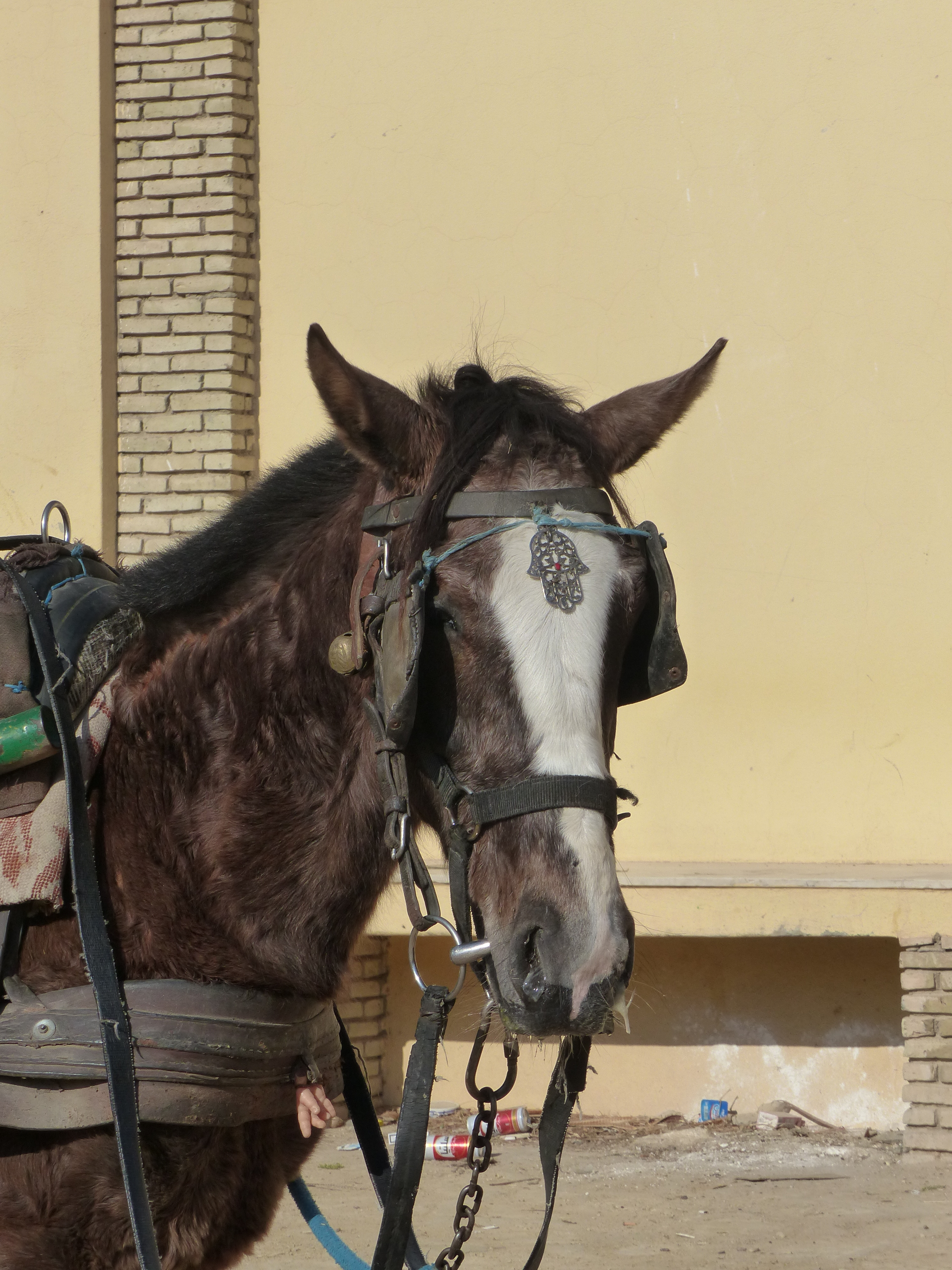
Jeune Barbe attelé malade (jetage).

Les chevaux tunisiens peuvent être parasités par Toxoplasma gondii, à plus forte fréquence dans le Sud du pays que dans le Nord.
La fièvre du Nil occidental, transmise par les moustiques, est toujours présente en Tunisie, avec une hausse des cas en 2018.

## Culture
Les Contes et légendes de Tunisie racontent la création du cheval 500 ans avant celle du premier homme, par l'archange Djibril (arabe : جبريل), à partir d'une poignée de vent.

#### Sources scientifiques
- [Ben Hamouda 1980] Mohsen Ben Hamouda, Le cheval en Tunisie, Maisons-Alfort, École nationale vétérinaire d'Alfort, 1980, 116 p.Thèse de doctorat vétérinaire
- [El Beji 1972] Abderrahman El Beji, Le Cheval de pur-sang arabe et les courses de chevaux en Tunisie, Maisons-Alfort, École nationale vétérinaire d'Alfort, 1972, 88 p.Thèse de doctorat vétérinaire
- [Jemmali et al. 2015] Bayrem Jemmali, Mohamed Mabrouk Haddad, Hatem Ouled Ahmed, Faten Lasfer, Bilal Aoun, Soufiene Ezzar, Souhila Kribi, S. Gtari, Mohammed Ezzaouia et Boulbaba Rekik, « Investigation de la diversité génétique des races Barbe et Arabe Barbe en Tunisie », Journal of New Sciences, vol. 21,‎ septembre 2015 (ISSN 0973-6913, lire en ligne, consulté le 18 février 2020)
- [Jemmali et al. 2017] (en) Bayrem Jemmali, Hadded Mezir, Nawel Barhoumi, Syrine Tounsi, Faten Lasfer, A. Trabelsi, Belgacem Aoun, Imen Gritli, Soufiene Ezzar, Abdelhak Younes, Mohamed Ezzaouia, Boulbaba Rekik et Hatem Ahmed, « Genetic diversity in Tunisian horse breeds », Archiv für Tierzucht, vol. 60, no 2,‎ 2017, p. 153-160 (ISSN 0003-9438, lire en ligne)

#### Sources coloniales
- [Pichon-Vendeuil 1902] Félix Pichon-Vendeuil, La Question chevaline en Tunisie, Paris, Henri Charles-Lavauzelle, 1902, 101 p. (lire en ligne)